# Ouyoun

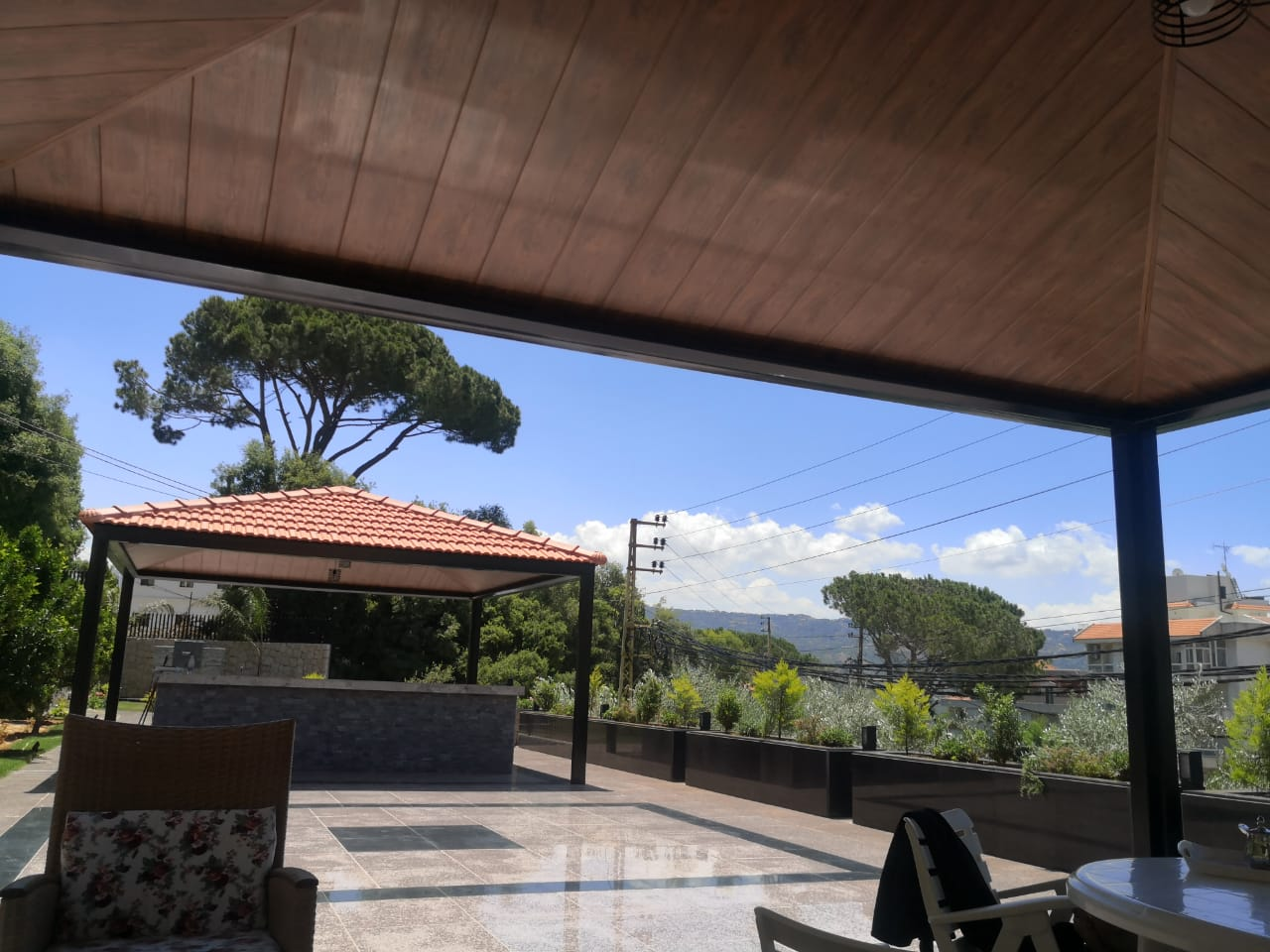

Ouyoun (arabe : العيون (al-ʿouyoun) est un village du Caza du Metn au Liban.

## Géographie
Ouyoun est un village libanais situé au nord Broummana. Le village occupe une superficie d'environ 10 km2.
Le village est surtout connu pour sa forêt de pins, et est un lieu privilégié des chasseurs.
C'était le lieu de résidence durant la deuxième moitié du XVIIIe siècle de l'émir Abi Lamaa.

## Situation démographique
Le village de Ouyoun est habité par des chrétiens, surtout maronites et syriaques catholiques, mais aussi grecs catholiques et grecs orthodoxes. 
- Principales familles du village :

- Thomy. Tohme
- Abou Diwan
- Sakr
- Safar
- Yazji
- Habamba